# Blackbriar

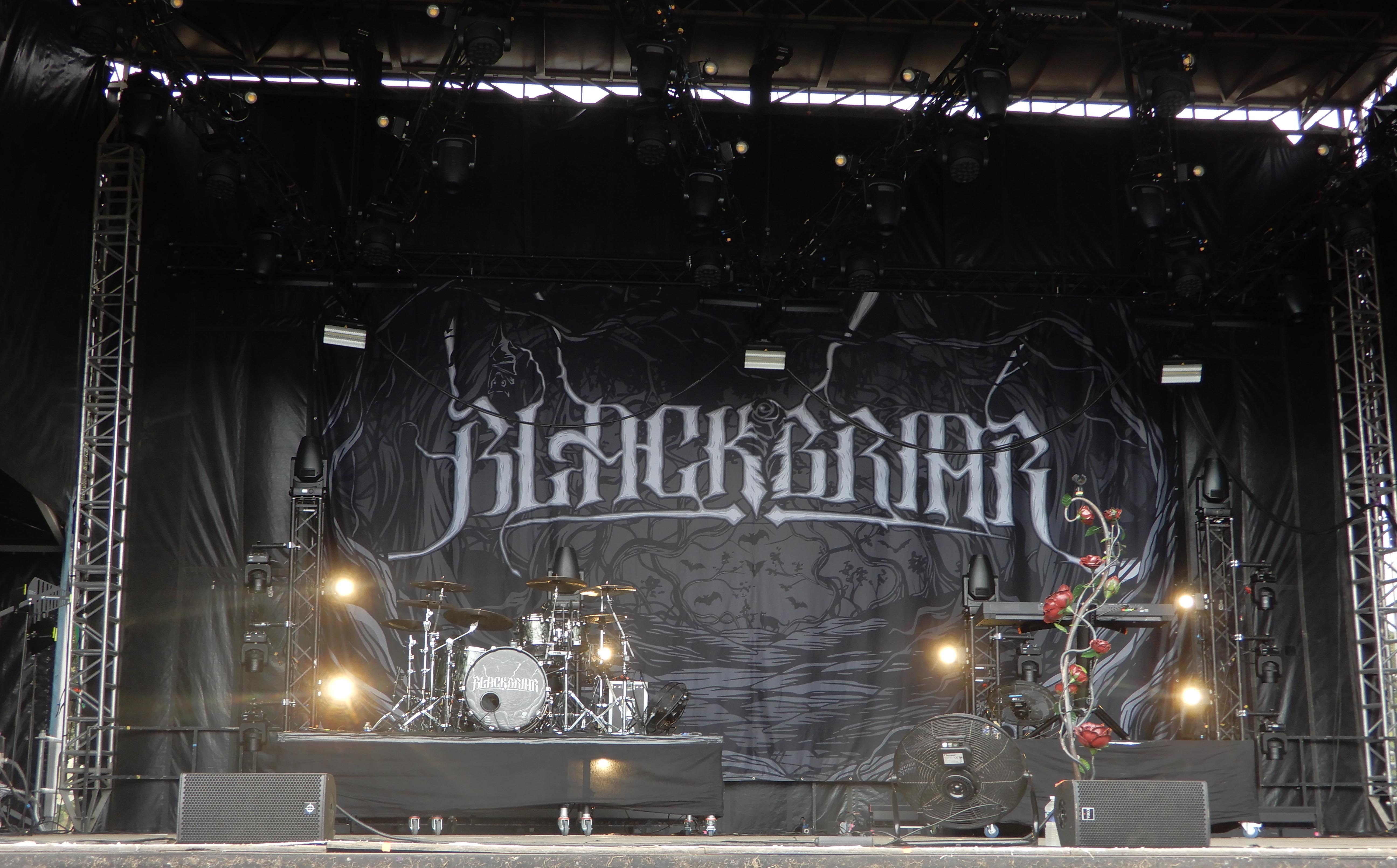
Blackbriar au Motocultor 2025.

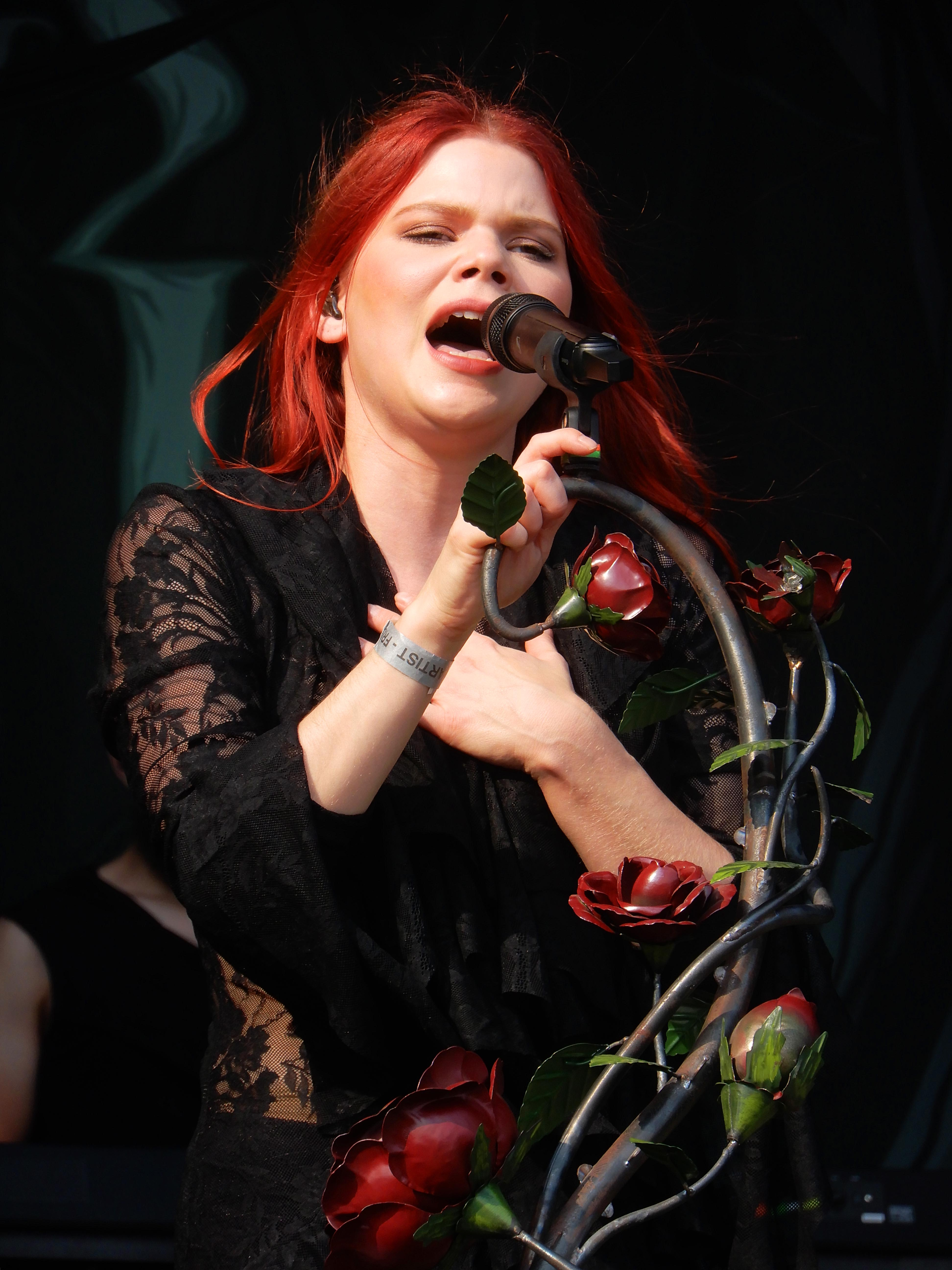
Zora Cock (Blackbriar) au Motocultor 2025.

Blackbriar est un groupe de métal alternatif originaire d'Assen, aux Pays-Bas. Ils ont sorti deux albums, trois EP, seize singles (sous forme de vidéos musicales), dix vidéoclips officiels, une vidéo lyrique officielle et quatre vidéos live acoustiques.
En octobre 2019, Blackbriar rejoint Epica en tant que support officiel lors de la tournée de Design Your Universe, de leur dixième anniversaire.
En novembre 2019, le groupe est invité à jouer l'aftershow de Halestorm et In This Moment au AFAS Live à Amsterdam, aux Pays-Bas.

## Réception
Le premier album du groupe, The Cause of Shipwreck, sort en avril 2021 et reçoit des critiques positives. Metal Hammer compare le style de la chanteuse Zora Cock à celui de Kate Bush dans Wuthering Heights et d'Amy Lee dans My Immortal. Le magazine finlandais Tuonela écrit que le groupe s'est distingué en mélangeant « une bonne dose d'imagerie gothique dans leur marque de métal symphonique » et appelle The Cause of Shipwreck « un album qui non seulement élargit considérablement leur son mais le solidifie également ». La musicienne de rock Liselotte Hegt (en) écrit que « Zora est presque comme une sirène, vous attirant dans des scénarios romantiques sombres, des contes de fées tordus et des paysages fantomatiques », constatant que les éléments orchestraux de l'album sont présents mais pas écrasants.

## Membres du groupe
Membres actuels
- Zora Cock - chant (depuis 2012)
- René Boxem – batterie (depuis 2012)
- Bart Winters - guitare (depuis 2012)
- Robin Koezen - guitare  (depuis 2016)
- Ruben Wijga - claviers (depuis 2019)
- Siebe Sol Sijpkens - basse (depuis 2022, live 2021)

Anciens membres
- René Sempel – guitare (2012-2016)
- Frank Akkerman – basse (2012-2022)

## Discographie
Singles
- 2014 : Ready to Kill
- 2015 : Until Eternity
- 2017 : Preserved Roses
- 2018 : Until Eternity (Orchestral Version)
- 2019 : Snow White and Rose Red (feat. Ulli Perhonen)
- 2019 : Mortal Remains
- 2021 : The Séance
- 2021 : Deadly Diminuendo
- 2021 : Selkie
- 2021 : Walking Over My Grave
- 2021 : Fairy of the Bog
- 2023 : Crimson Faces
- 2023 : My Soul's Demise
- 2023 : Cicada
- 2023 : Forever and a Day
- 2023 : Spirit of Forgetfulness
- 2024 : Moonflower
- 2024 : Floriography

EPs
- 2017 : Fractured Fairytales
- 2018 : We'd Rather Burn
- 2019 : Our Mortal Remains

Albums
- 2021 : The Cause of Shipwreck
- 2023 : A Dark Euphony

## Vidéographie
- 2014 : Ready to Kill réalisé par Michel Berendsen [5]
- 2015 : Until Eternity réalisé par Joshua Maldonado [6]
- 2018 : I'd Rather Burn réalisé par Blackbriar [7]
- 2019 : Arms of the Ocean réalisé par Joshua Maldonado [8]
- 2019 : Snow White and Rose Red [9]
- 2019 : Mortal Remains [10]
- 2019 : Beautiful Delirium [11]
- 2021 : The Séance réalisé par Joshua Maldonado [12]
- 2021 : Selky [13]
- 2021 : Walking Over My Grave réalisé par Joshua Maldonado [14]
- 2021 : Weakness and Lust réalisé par Joshua Maldonado [15]
- 2021 : You're Haunting Me [16]
- 2021 : Fairy of the Bog réalisé par Joshua Maldonado [17]